# Daroot-Korgon
Daroot-Korgon (ryska: Дароот-Коргон) är en ort i Kirgizistan.   Den ligger i oblastet Osj, i den sydvästra delen av landet, 400 km sydväst om huvudstaden Bisjkek. Daroot-Korgon ligger 2 483 meter över havet och antalet invånare är 4 894.
Terrängen runt Daroot-Korgon är varierad. Runt Daroot-Korgon är det mycket glesbefolkat, med 7 invånare per kvadratkilometer. Det finns inga andra samhällen i närheten. Trakten runt Daroot-Korgon består i huvudsak av gräsmarker.